# Catocala tarbagata
Catocala tarbagata là một loài bướm đêm trong họ Erebidae.